# Mercedes Vostell

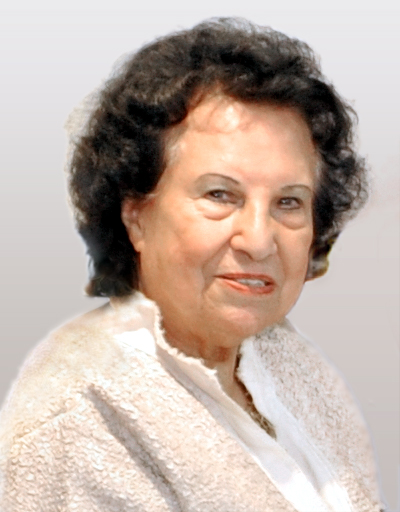
Mercedes Vostell (2013)

Mercedes Vostell (* 22. Juli 1933 als Mercedes Guardado Olivenza in Ceclavín, Provinz Cáceres, Extremadura, Spanien; † 15. Oktober 2023 in Cáceres, Extremadura, Spanien) war eine spanische Autorin und seit 1998 künstlerische Leiterin des Museo Vostell Malpartida. Mercedes Vostell war die Witwe des deutschen Malers, Bildhauers und Happening-Künstlers Wolf Vostell.

## Leben
1958 lernte Mercedes Guardado in Guadalupe den deutschen Künstler Wolf Vostell kennen. Er war zu der Zeit ein unbekannter Maler und sie eine junge Lehrerin, die gerade zu unterrichten begonnen hatte.
1959 heirateten sie in Cáceres und zogen anschließend nach Köln. Im Jahr 1960 bekam sie ihren ersten Sohn, David Vostell, und 1965 ihren zweiten Sohn Rafael. 1971 zog die Familie nach Berlin.
1976 gründeten Mercedes und Wolf Vostell das Museo Vostell Malpartida in Malpartida de Cáceres. Wolf Vostell starb 1998. Zusammen mit ihren beiden Söhnen und ihrem Enkel verwaltete Mercedes Vostell als künstlerische Museumsleiterin sein Erbe. Als Autorin befasste sie sich mit seinem Leben und Werk.
Mercedes Vostell starb im Oktober 2023 im Alter von 90 Jahren in Cáceres, Spanien. Ihr Grab befindet sich, entsprechend ihrem Wunsch, auf dem Cementerio de la Almudena in Madrid.

## Widmungen
Seit 2023 befindet sich an der Hauswand des IES Al-Kázeres in Cáceres eine Wandmalerei, die drei Porträts von wichtigen Frauen, die sich in der Extremadura für Kultur eingesetzt haben, abbildet. Neben Mercedes Vostell sind noch jeweils ein Porträt von Helga de Alvear und María del Mar Lozano Bartolozzi zu sehen.
Am 8. März 2024 wurde die Ausstellung Hommage a Mercedes zu Ehren von Mercedes Vostell im Museo Vostell Malpartida eröffnet. In der Ausstellung sind Werke von Wolf Vostell zu sehen, die in direktem Bezug zu Mercedes stehen. Enthalten sind eine Auswahl von Werken von Wolf Vostell aus vier Jahrzehnten (1958–1998) sowie private Dokumente und Porträts von Wolf und Mercedes, die chronologisch zusammengestellt wurden.

## Veröffentlichungen
- Mercedes Guardado: El enigma Vostell. Edición Siberia Extremeña, Malpartida de Cáceres 1982, ISBN 84-86147-01-X.
- Mercedes Guardado: Mi vida con Vostell. Un artista de vanguardia. Editorial La Fábrica, Madrid 2011, ISBN 978-84-92841-91-2.
- Mercedes Vostell: Vostell – ein Leben lang. Siebenhaar Verlag, Berlín 2012, ISBN 978-3-936962-88-8. (deutschsprachige Übersetzung)[12]
- Mercedes Guardado: La historia del Museo Vostell Malpartida. LB Publicación (Hrsg.): David Vostell, The Wolf Vostell Estate 2018, ISBN 978-84-949836-2-7.

## Filmografie
- 1979 hatte Mercedes Vostell eine kleine Rolle zusammen mit ihrem Mann in Ulrike Ottingers Bildnis einer Trinkerin.[13]
- 2000 spielte sie sich selbst in Spotkanie: Fluxus  sowie 2015 in Malpartida Fluxus Village.[14]